# Шведская программа создания ядерного оружия
После Второй мировой войны Швеция рассматривала возможность создания ядерного оружия для защиты от нападения со стороны СССР. Работы в рамках секретной военной ядерной программы, замаскированной под гражданские оборонные исследования, велись в шведском Исследовательском институте национальной обороны (Swedish National Defense Research Institute) c 1945 по 1972 годы.
В конце 1950-х годов стало возможным проведение подземных ядерных взрывов в испытательных целях, однако к этому времени парламент страны запретил исследования и работы в области создания ядерного оружия с оговоренной возможностью продолжения исследований исключительно в целях защиты от ядерного нападения. Швеция оставила за собой право на продолжение разработки наступательных вооружений в будущем. В 1966 году страна отказалась от этого права и, после подписания Швецией Договора о нераспространении ядерного оружия в 1968 году, началась деятельность по сворачиванию исследовательской программы, завершенная в 1972 году.

## Предыстория
Правительство Швеции осознало потенциальную важность ядерной энергии незадолго до завершения Второй мировой войны, чему способствовал проявленный Союзниками интерес к шведским месторождениям ураносодержащих черных сланцев. Прозвучали предложения установить государственный контроль над природными ресурсами страны, включая урановые месторождения. В частности, предполагалось контролировать — совместно с правительствами США и Великобритании — экспорт урана, ввести исключительный контроль правительства Швеции над ураносодержащими рудами и запретить коммерческую добычу урана.
При помощи своих советников, одним из которых был Манне Сигбан, шведское правительство установило связь между урановой рудой и ядерным оружием, и 11 сентября 1945 года Швеция начала устанавливать государственный контроль над добычей и экспортом урана, при этом страна отклонила предложение США о предоставлении им права закупки шведского урана, а также права контролировать шведский экспорт урана путем наложения вето.
Начало «холодной войны» и опасения нападения со стороны СССР ещё более усилили желание Швеции иметь собственное ядерное оружие. Вооруженные силы Швеции хотели иметь только тактическое ядерное оружие, которое планировалось использовать на территории страны или в прилегающих водах. Возможность создания стратегического ядерного оружия для нанесения ударов по территории СССР даже не рассматривалась.

## Начальный этап исследовательских работ
Научные исследования военной направленности (в основном, в области физики) начались в Швеции во время Второй мировой войны, когда в 1941 году для этих целей был создан Военный физический институт (Military Institute of Physics), в котором работали многие выдающиеся шведские ученые. Основные работы велись над созданием обычных вооружений. В 1945 году в целях реорганизации шведских оборонных исследований этот институт был объединен с двумя другими учреждениями с образованием Исследовательского института национальной обороны (FOA), разрабатывавшем реактивные двигатели, ракетные технологии, кумулятивные боеприпасы и радары.
В августе 1945 года, через несколько дней после атомной бомбардировки Хиросимы, Главнокомандующий вооруженными силами Швеции Хельг Юнг (Helge Jung) обратился в FOA с запросом выяснить все возможное о новом оружии. Первый доклад FOA по этому вопросу, поданный в конце 1945 года, был, во многом, основан на «Отчете Смита» (Smyth Report) — официальном американском отчете по «Манхэттенскому проекту» и его физических основах, который был опубликован 12 августа 1945 года.
Шведские исследования в области как военного, так и мирного применения атомной энергии начались практически одновременно. В ноябре 1945 года в стране был создан «Атомный комитет» — группа экспертов, которой была поручена как разработка военного оборонительного плана, так и изучение возможностей создания ядерной энергетики. В 1947 году в Швеции была основана атомная энергетическая компания AB Atomenergi c 57% государственного участия. Остальная часть принадлежала нескольким частным компаниям, специализировавшимся на добыче полезных ископаемых, металлургии и промышленном производстве. Перед компанией была поставлена задача создать шведскую ядерную энергетику. Таким образом, шведская ядерная программа с самого начала была частно-государственным партнерством, в отличие от всех остальных национальных ядерных программ, находившихся в исключительном ведении государства.

## Начало работ над ядерным оружием
В октябре 1946 года FOA запросил дополнительное финансирование на разработку ядерного оружия. После выделения средств в 1946 году в стране была начата тщательно организованная и обеспеченная ресурсами исследовательская программа, замаскированная под «гражданские оборонные исследования». В рамках программы работы велись по пяти отдельным направлениям: собственно исследования, получение плутония, строительство реакторов и объектов по обогащению руды, системы доставки, сборка и испытание ядерных боеприпасов. В работах, включая и ядерную энергетику, участвовало около 40 ученых. Тесная связь шведских военных и гражданских ядерных разработок была обусловлена специфическим характером имеющегося сырья — страна обладала очень большими запасами природного урана, но в трудноизвлекаемой форме (сланцы). Компания AB Atomenergi была призвана разработать методы получения урана как для мирного, так и для военного его применения, и создать атомные реакторы. Начиная с 1948 года основным направлением работ AB Atomenergi стало отделение плутония от урана и продуктов распада с последующим применением плутония в качестве реакторного топлива, что обеспечило бы более эффективное использование природного урана.
В том же году FOA приступил непосредственно к разработке ядерного оружия. Исходной точкой в этом было проведенное по запросу Главнокомандующего (на тот момент им был Нилс Сведлунд (Nils Swedlund)) изучение вопроса возможности реализации такого проекта. В ответ на запрос FOA подтвердил наличие такой возможности и рекомендовал создавать ядерные боеприпасы на базе плутония, а не обогащенного урана (U-235), вследствие большей технической сложности второго варианта. Был также подготовлен план работ с предварительным графиком и оценкой сметы. Согласно графику, большая часть времени отводилась на монтаж реакторов, добычу сырья и наработку плутония, а не на изготовление собственно боеприпаса. Как оказалось впоследствии, длительность работ оказалась сильно завышена вследствие неверной оценки критической массы плутониевого сердечника — 20-50 кг вместо фактических 6.

## Необходимые материалы
Оружейный плутоний планировалось получать из урана в реакторах на тяжелой воде. Для этого требовались большие количества урана, тяжелой воды и графита — труднодоступных материалов, экспорт которых контролировался США в целях предотвращения создания ядерного оружия другими странами. Швеция обладала большими запасами урана в виде черных сланцев. Тяжелую воду планировалось получить в Норвегии, в которой уже эксплуатировались реакторы на тяжелой воде. Поскольку у Норвегии имелась собственная ядерная программа, но не было высококачественного урана, Швеция предложила соседям бартерный обмен тяжелой воды на свой уран. В результате, из Норвегии было тайно получено пять тонн тяжелой воды. В дальнейшем планировалось получать собственную тяжелую воду на заводе в г. Люнгаверк. Каких-либо сложностей с закупкой графита не предвиделось. Главной технологической проблемой на всем протяжении шведской военной ядерной программы считалось получение требуемого количества плутония.
В рамках программы планировалось производить от 5 до 10 ядерных боеприпасов в год, исходя из прогнозируемого производства 1 кг Pu-239 в сутки. Но из-за вышеупомянутой завышенной оценки критической массы, фактически, Швеция могла ежегодно производить 60 боеприпасов.

## Позиция правительства
Начало 1950-х годов ознаменовалось значительным усилением противостояния США и СССР. После испытания Советским Союзом собственной атомной бомбы в 1949 году и водородной бомбы в 1953 году в ядерную гонку включилось еще несколько стран. После начала войны в Корее США приняли стратегию «массированного возмездия» в ответ на любое применение ядерного оружия. В результате этого сильно возросло стратегическое значение Скандинавии, как потенциального места базирования нацеленных на СССР стратегических бомбардировщиков.
В 1954 году Нилс Сведлунд публично заявил о необходимости ядерного оружия для обеспечения национальной безопасности, поскольку Швеция — как неприсоединившаяся страна — не могла рассчитывать на внешние гарантии защиты от ядерного нападения, которыми обладали соседние с ней Дания и Норвегия, являвшиеся членами НАТО.
Первый шведский ядерный реактор (R1) был запущен в 1951 году, он располагался в искусственной подземной полости под стокгольмским Королевским технологическим институтом. Это был небольшой экспериментальный реактор с тепловой мощностью в 1 МВт. Он был предназначен исключительно для изучения физических процессов ядерных реакций и потому не производил ни электроэнергии, ни плутония. В это же время на проектный уровень вышла добыча уранового сырья в г. Кварнторп. В 1953 году шведские ученые осознали свою ошибку в определении критической массы для плутониевого ядерного заряда и в отчете, подготовленном Зигвардтом Эклундом (Sigvard Eklund), скорректировали свою оценку до 5-10 килограмм. Это означало, что для создания ядерного арсенала требуется значительно меньше плутония, чем считалось первоначально. В 1955 году FOA пришел к выводу о способности Швеции производить ядерное оружие после введения в эксплуатацию плутониевого реактора.
В 1956 году в США был закуплен второй ядерный реактор (R2). Третий шведский реактор был спроектирован как реактор двойного назначения и кроме электроэнергии был способен при необходимости производить небольшие количества плутония. Четвертый энергетический реактор мог вырабатывать плутоний в больших количествах, достаточных для создания 100 ядерных зарядов.
В ноябре 1955 года на заседании шведского правительства был впервые поставлен вопрос создания собственных ядерных вооружений. К этому призывала оппозиционная Консервативная партия, опиравшаяся на состоявшиеся в том же году опросы общественного мнения, на которых большинство населения страны высказались за создание ядерного оружия. В этом вопросе народ был поддержан не только шведскими вооруженными силами, но и руководством правящей Социал-демократической партии в лице премьер-министра Таге Эрландера, хотя большинство членов этой партии были настроены более скептически. Информация о расколе в партии получила огласку и стала достоянием широкой публики. В 1956 году противники ядерного оружия в рядах социал-демократов заявили о том, что не будут поддерживать создание шведского ядерного оружия. Прагматичным выходом из такой ситуации оказалось решение не производить прямого финансирования военной ядерной программы, а выделить больше средств на «оборонительные исследования» в области ядерного оружия и придать самому термину «ядерное оружие» очень широкую интерпретацию.

## Недовольство шведской ядерной программой
Перспектива успешного осуществления шведской военной ядерной программы вызвала обеспокоенность в США, как потенциал для дальнейшего распространения ядерного оружия. В 1956 году США и Швеция подписали соглашение о сотрудничестве в области гражданской ядерной энергетики, которое подразумевало американский «ядерный зонтик» для Швеции и, тем самым, устраняло необходимость в собственных ядерных вооружениях. В мае 1956 года против создания ядерного оружия выступила Шведская национальная социал-демократическая федерация женщин. Особенно острые дискуссии разгорелись после того, как в 1957 году директор FOA Хьюго Ларссон (Hugo Larsson) сказал в радиоинтервью, что в Швеции есть все необходимое для создания ядерного оружия, и что это может быть сделано в 1963—1964 годах. Против этого также выступило большое количество шведских деятелей культуры левого толка. В 1957 году петицию против шведского ядерного оружия подписали 95 тысяч человек. В этом же году, будучи членом Совет Безопасности ООН, Швеция выступила с инициативой моратория на испытания ядерного оружия. Весьма успешную деятельность вела созданная в конце 1950-х годов общественная организация «Группа действий против шведской атомной бомбы».
Начиная с 1960 года, опросы общественного мнения стали фиксировать рост недовольства военной ядерной программой.

## «Защитные» и «военные» разработки
В июле 1958 года FOA подготовил проекты двух исследовательских программ с тематикой «Защита от ядерного оружия и ведение обороны при его применении» (Research for Protection and Defense Against Atomic Weapons) и «Подготовка данных для проектирования ядерных взрывных устройств» (Research for Preparation of Data for the Design of Nuclear Explosive Devices), получивших краткие названия «Программа-S» и «Программа-L» соответственно. Тема первой программы была совершенно новым вопросом. Она предусматривала получение такой информации о ядерном оружии, которая помогла бы выработать доктрину обороны страны при использовании только обычных вооружений в условиях возможного ядерного нападения противника. Несмотря на совершенно разную формулировку темы обе программы имели схожее содержание и различались лишь своей стоимостью — «Программа-S» была на четверть дешевле. Эта программа вполне соответствовала целям военных и одновременно была гораздо более приемлемой для социал-демократического правительства, двойственную позицию которого новый директор FOA Мартин Ферм (Martin Fehrm) понимал со всей очевидностью. В случае ее принятия правительство могло бы финансировать почти все исследования необходимые для создания ядерного оружия, невзирая на ранее сделанные утверждения об отсутствии у него подобных намерений.
Несмотря на это, Сведлунд решил добиваться утверждения «Программы-L». Осенью 1958 года министр обороны Швеции Свен Андерссон сообщил Главнокомандующему, что будучи сам сторонником создания ядерного оружия, он не рекомендует поднимать эту тему на обсуждении бюджета вследствие сильного раскола в Социал-демократической партии, из-за которого в финансировании этой программы будет, скорее всего, отказано. Тем не менее, Сведлунд включил затраты на «Программу-L» в бюджетное предложение на 1959/60 финансовый год. Из его дневниковых записей и из других документов следует, что Сведлунд слабо разбирался в политике и внутрипартийных коллизиях. Он также верил в способность политиков самого высокого ранга уладить любые вопросы. В конечном счете, его негибкая позиция и вера в то, что личные связи могут преодолеть политическую оппозицию, лишили «Программу-L» необходимого финансирования. Но в то же время FOA получил большие средства, которые можно было использовать на исследования, предусмотренные «Программой-S».

## Свобода действий и оборонные исследования
В ноябре 1958 года премьер-министр страны и руководитель социал-демократической партии Швеции Таге Эрландер учредил партийный Комитет по ядерному оружию, включавший в свой состав как сторонников, так и противников создания ядерного оружия, а также военных экспертов. Изначально сам премьер-министр был склонен поддержать военную ядерную программу, однако он старался избежать внутрипартийного раскола по этому вопросу. Ситуация дополнительно осложнялась тем, что терявшим поддержку избирателей социал-демократам пришлось вступить в коалицию с коммунистами, которые были неистовыми противниками ядерного оружия. Секретарем рабочей группы данного комитета являлся Улоф Пальме.
В ноябре 1959 года Пальме подготовил отчет, в котором он предлагал концепцию «свободы действий» в виде отказа от какой-либо четко сформулированной позиции по вопросу создания ядерного оружия. В качестве уступки противникам ядерного оружия Пальме предложил отложить принятие окончательного решения по этому вопросу. Свобода действий подразумевала продолжение исследований в области ядерного оружия и показывала его сторонникам, что этот вопрос не является окончательно закрытым. Продолжение военных ядерных исследований преподносилось не как замена «Программы-L», а как «расширение объема исследований в области обороны». Отчет Пальме подразумевал не только продолжение работ по «Программе-S», но и такое изменение ее объема, которое еще более сближало ее с «Программой-L». Предложения Пальме были приняты и руководством Социал-демократической партии, и ее съездом, прошедшим в 1960 году. В итоге, шведское правительство запретило разработку ядерного оружия, но не исследования в области защиты от ядерного нападения.
В 1959 году Главнокомандующий вооруженными силами Швеции Сведлунд получил заверения премьер-министра в том, что расширенная программа исследований в области обороны даст результаты, необходимые для проектирования ядерного взрывного устройства. Однако, из-за щекотливости вопроса окончательное решение о начале производства ядерных зарядов следует отложить до завершения программы, запланированного на 1963 год. Таким образом, во избежание внутрипартийного раскола социал-демократов это важное решение было отложено на несколько лет. Терминология «оборонных исследований» и «свободы действий» позволяла проведение практически любых ядерных исследований одновременно с включением части лозунгов противников ядерного оружия в публичные декларации социал-демократов и шведского правительства. В результате общественные протесты стали менее интенсивными, и шведские борцы за мир переключились на борьбу за сокращение ядерных арсеналов основных ядерных держав.

## Плутониевая проблема
Источником оружейного плутония для шведского ядерного оружия должны были быть атомные реакторы, эксплуатируемые в рамках гражданской ядерной программы. Несмотря на интеграцию компании AB Atomenergi в военную ядерную программу, ее основной задачей была разработка реакторов для выработки электроэнергии. В декабре 1953 года президент США Д. Эйзенхауэр инициировал программу «Мирный атом», в соответствии с которой было опубликовано большое количество информации необходимой для реализации программ по мирному использованию атомной энергии. Согласно этой программе, а также в рамках соответствующих двусторонних соглашений, подписанных в 1955 и 1956 годах, Швеция получила возможность приобретения в США необходимых материалов быстрее и дешевле, чем в случае их самостоятельного производства или закупки в Норвегии. Это, однако, требовало всесторонних гарантий использования этих материалов исключительно в гражданских целях.
Таким образом, гражданские ядерные реакторы больше не могли использоваться для выработки оружейного плутония. Поэтому, в 1957 году правительство страны стало изучать возможности строительства одного, или даже двух, подземных реакторов исключительно военного назначения. В 1958 AB Atomenergi и FOA провели совместное исследование, показавшее, что вырабатывать плутоний на военном тяжеловодном реакторе с алюминиевыми топливными элементами будет дешевле, чем на гражданских реакторах. Однако, реактор такого типа был достаточно дорогим, а его подземное расположение увеличивало срок его строительства до 4,5 лет. Переориентация гражданской ядерной программы на импорт необходимых материалов привел к сокращению финансирования объектов по добыче и подготовке ядерного топлива. И теперь для самостоятельной выработки плутония шведским военным требовались мощности по добыче урана, реактор на тяжелой воде и завод по переработке ядерного топлива. Все это требовало больших затрат и времени. Такие объекты не были предусмотрены ни «Программой-S», ни «Программой-L», соответственно не было и финансирования. По совместной оценке министерства обороны Швеции и FOA на 1961 год единственным препятствием созданию шведского ядерного оружия было отсутствие плутония. Весь наличный запас плутония состоял из 100 граммов этого металла, предоставленных Великобританией в научных целях. В итоге, Швеция отказалась от собственного производства плутония, и все работы были переданы в Норвежский институт атомной энергии в г. Кьеллер.

## Планы закупки ядерного оружия в США
Помимо собственного производства ядерного оружия Швеция также рассматривала возможность закупки небольшого количества готовых ядерных боеприпасов на Западе, вероятнее всего в США. С точки зрения как сроков реализации, так и стоимости это был бы наиболее выгодный вариант — при условии его осуществимости. После 1954 года шведское правительство стало проявлять интерес к покупке американского ядерного оружия (примерно 25 зарядов), несмотря на то, что законодательство США прямо запрещало такого рода экспорт, и что Швеция не была членом НАТО. Швеция рассчитывала на то, что ей пойдут навстречу вследствие заинтересованности США в укреплении ее обороноспособности, как бастиона против советской агрессии.
В 1957 году посол Эрик Боэман (Erik Boheman) поставил этот вопрос перед Государственным Департаментом США, а министерство обороны Швеции обратилось к своим американским коллегам с запросом о возможности отправки в США шведских офицеров для их обучения применению ядерного оружия. В качестве одного из аргументов посол Боэман упомянул о том, что Дания и Норвегия уже приобрели военную технику, способную быть средством доставки ядерных боеприпасов, хотя самими боеприпасами ни одна из этих стран не обладала. Американцы отвергли это предложение, поскольку Швеция не состояла в НАТО и не имела соглашения с США о взаимопомощи при обороне, а без этого, согласно американским законам, нельзя было даже рассматривать вопрос сотрудничества в этой области. Позиция США была совершенно ясной — если Швеция пересмотрит свою политику неприсоединения, США рассмотрят ее новый запрос по поводу закупки ядерных боеприпасов. В противном случае любые обсуждения этого вопроса будут бесплодными. После проведенного в 1959 году Государственным Департаментом США детального анализа американского законодательства было установлено, что для закупки ядерного оружия Швеция не обязана быть страной-членом НАТО, но она — как минимум — должна иметь с США соглашение относительно применения ядерного оружия, а такое соглашение подразумевало бы отказ страны от статуса неприсоединившейся.
Шестого апреля 1960 года Совет национальной безопасности США принял решение о нецелесообразности поддержки Швеции по вопросу обладания ею ядерным оружием и о неодобрении самой идеи наличия в Швеции собственной военной ядерной программы. По мнению американского правительства защите Запада от советской агрессии более способствовало бы расходование Швецией своих ограниченных ресурсов на обычные, а не на весьма дорогостоящие ядерные вооружения.
Единственным успехом Швеции в этом направлении было ознакомление (в конце 1960-х годов) шведских военных — через их контакты в министерстве обороны США — с секретной информацией относительно тактики применения ядерных боеприпасов, требованиям к разведке целей для ядерных ударов, методикам быстрого принятия решения о нанесении ударов, а также с некоторыми научными данными в области ядерной физики. Шведские военные также ознакомились с ракетой MGR-1 Honest John, способной доставлять к цели ядерные заряды W7 или W31, и с ядерным артиллерийским снарядом W48 калибра 155 мм мощностью 0,072 килотонны.

## Планировавшиеся боеприпасы и средства доставки
Швеция планировала иметь плутониевые ядерные боеприпасы в виде авиабомб весом в 400—500 кг и диаметром 35 см. При таких массо-габаритных характеристиках носителем мог служить самолет А32 Lansen. По результатам проводившихся в 1961-61 годах исследований планировалось создать арсенал из 100 бомб мощностью примерно в 20 килотонн. Другим носителем мог быть проектируемый сверхзвуковой бомбардировщик Saab 36, способный нести ядерную бомбу весом в 800 кг, но работы над этим самолетом были свернуты в 1957 году. Впоследствии в качестве возможного носителя рассматривался AJ 37 Viggen, но он был принят на вооружение уже после закрытия шведской военной ядерной программы.
Также рассматривались планы создания ракет наземного базирования с радиусом действия сначала около 100 км, а затем и до 500 км, артиллерийского ядерного боеприпаса калибром 155 мм, противокорабельной ракеты и торпеды с ядерной боевой частью. В последнем случае носителем, скорее всего, стали бы подводные лодки типа Sjoormen, вооруженные модифицированными торпедами Torped 61. Имеющаяся информация об этих планах весьма скудна, поскольку они были мало разработанной альтернативой свободнопадающим авиабомбам. ПКР и торпеды с ядерной БЧ были направлены, прежде всего, против транспортно-десантных и грузовых судов, а не боевых кораблей. Однако, результаты соответствующих исследований показали, что максимальную эффективность будут иметь удары по портам базирования флота. Что же касается артиллерийских снарядов, то в силу своих конструкционных особенностей они обладали небольшой мощностью, но для их изготовления требовалось столько же плутония, что и для гораздо более мощных боеприпасов другого типа. А поскольку Швеция могла рассчитывать лишь на ограниченное количество оружейного плутония, то предпочтительность авиабомб становилась очевидной.

## Планы применения ядерного оружия
Ввиду отсутствия стратегических бомбардировщиков Швеция с самого начала отвергла вариант создания стратегических ядерных сил, нацеленных на основные города вероятного противника. Вместо этого планировалось создать арсенал тактических ядерных боеприпасов для применения — в случае войны — против важных, с военной точки зрения, объектов на территории соседних со Швецией государств. Такими объектами в первую очередь считались порты противника на Балтийском море и авиабазы. Поскольку большинство портов были расположены рядом с крупными городами, которые также пострадали бы в случае применения ядерного оружия, шведское министерство обороны хорошо понимало политические последствия такого применения даже с учетом тактического, а не стратегического характера ядерных зарядов.
Правительство Швеции рассматривало тактическое ядерное оружие в первую очередь как средство устрашения для предотвращения нападения на страну. Даже если бы это средство устрашения было проигнорировано агрессором, сама вероятность поражения ядерным оружием вынудила бы агрессора задействовать больше ресурсов и потратить больше времени на планирование операции. Таким образом, обладание ядерным оружием способствовало бы восстановлению баланса сил в области обычных вооружений. Для предотвращения полного уничтожения своих ядерных сил при внезапном нападении противника в Швеции была разработана система распределения большей части ядерных зарядов по сильно защищенным подземным укрытиям и хранения остальных боеприпасов на авиабазах с их постоянным перемещением между авиабазами. Система получила название «Агасфер» и, практически, соответствовала концепции «удара возмездия».

## Изменение позиции военных
После выхода в отставку горячего сторонника шведского ядерного оружия Нилса Сведлунда и занятия поста Верховного главнокомандующего Торстеном Раппом (Torsten Rapp) у некоторых шведских военных стали возникать сомнения в целесообразности военной ядерной программы. Этому способствовали проблемы с получением достаточного количества оружейного плутония и постоянно возрастающие расходы на программу. В 1961 году первым на эту тему высказался Начальник штаба авиации Стиг Норен (Stig Noren). Созданная после этого специальная рабочая группа с июня 1961 по февраль 1962 года занималась всесторонним анализом последствий и полезности — с военной точки зрения — обладания ядерным оружием. Вследствие влияния представителей шведских ВВС подготовленный рабочей группой доклад уже не декларировал безусловной необходимости в ядерном оружии, хотя и признавал желательность его наличия.
Такая позиция шведских ВВС может показаться парадоксальной, в особенности на фоне повышения роли ВВС США после принятия этой страной на вооружение ядерного оружия. Однако, в то время ВВС Швеции выполняли дорогостоящую программу перевооружения на Saab 37 Viggen и опасались бюджетной конкуренции со стороны полномасштабной ядерной программы. Норен считал необходимым тщательное изучение того, что приобретут вооруженные силы страны при отказе военной ядерной программы. Следует заметить, что именно этот путь США предложили Швеции в 1960 году, хотя неизвестно, какое именно влияние это оказало на изменение мнения шведских военных.
Начиная с 1965 года, Главнокомандующий стал еще менее приверженным идее «ядерной Швеции». В общем, от стремления к ядерному оружию никто по-прежнему не отказывался, однако в оборонительном планировании ему отводилось все меньше значения. Шведские военные полагали, что одним из результатов ведшихся в то время переговоров о разоружении, может стать запрет на обладание Швецией собственным ядерным оружием. Планы защиты страны от внешней агрессии все более полагались на обычные виды вооружения, поскольку шведская армия приняла доктрину «Большой войны» (Margin Doctrine), предполагавшей, что вторжение в Швецию будет осуществлено не само по себе, но как часть масштабного военного конфликта, и в такой ситуации крупная держава (например, СССР) вряд ли сможет задействовать всю свою военную мощь против одной только Швеции.

## Причины отказа от ядерного оружия
Несмотря на рост скептических настроений, концепция «свободы действий» оставалась незыблемой до 1965 года. Однако, в начале 1966 года ситуация изменилась — в марте помощник министра обороны страны Карл Фритьофсон в своей речи, произнесенной в Шведской королевской академии военных наук, публично заявил, что Швеция не заинтересована в создании собственного ядерного оружия. И в 1968 году страна присоединилась к Договору о нераспространении ядерного оружия, приняв тем самым обязательство такого оружия не иметь.
Отказ Швеции от обладания ядерным оружием был вызван чрезмерной стоимостью военных ядерных исследований; уверенностью — исходя из складывающейся в мире ситуации — в том, что будущие войны будут вестись, скорее всего, с использованием обычных вооружений; принятого (не совсем ясно, на каких основаниях) решения о том, Швеция находится под защитой американского «ядерного зонтика».
Кроме этого, США неодобрительно относились к шведской военной ядерной программе. И, наконец, дальнейшие разработки в этой области уже никак не могли сочетаться с риторикой шведских политиков и дипломатов о необходимости нераспространения ядерного оружия и разоружения. После подписания Швецией Договора о нераспространении ядерного оружия FOA приступил к демонтажу военной ядерной программы и сворачиванию соответствующих исследований.